# Tell Me How Are Ya
„Tell Me How Are Ya“ je singl polské zpěvačky Margaret, vydaný 9. července 2013, z jejího EP All I Need (2013). Autory písně jsou Thomas Karlsson, Joakim Buddee a Martin Eriksson.

## Vydání
Píseň byla vydána dne 9. července 2013 jako druhý promo singl k jejímu EP All I Need (2013). Píseň se nachází i na debutovém studiovém albu Margaret – Add the Blonde.
Kompozice byla kromě toho zařazena do několika kompilačních alb například rádia Eska Hity Na Czasie - Lato 2013 (vydáno 30. července 2013), rádia RMF FM Poplista 3000 (vydáno 1. října 2013), hudební stanice 4fun.tv 100% Muzy (vydáno 24. září 2013), rádia RMF MAXXX Bravo Hits Zima 2014 (vydáno 5. listopadu 2013) a také Bravo Back To School (vydáno 3. září 2013) nebo Fresh Hits Jesień 2013 (vydáno 24. září 2013).

## Premiéra, živé vystoupení
Dne 4. července 2013 měl singl svou premiéru ve vysílání Radia Eska. Dne 27. července jej poprvé zazpívala v televizním pořadu Dzień Dobry Wakacje ve vysílání TVN. Píseň byla také několikrát prezentována samotnou zpěvačkou během velkých akcí, které se objevily v televizním vyslání, např. 3. srpna 2013 na galavečeru Eska Music Awards 2013, 24. srpna 2013 během Sopot Top of the Top Festival nebo 7. června 2014 na 51. Národním festivalu polské písně v Opole.

## „Tell Me How Are Ya” v rádiu
Skladba byla propagována rozhlasovými stanicemi včetně těch celostátních jako je RMF FM, ESKA i RMF MAXXX, ve kterých se kompozice také se objevila mezi navrhovanými k rotaci v žebříčcích. Singl se umístil v několika žebříčcích polských rozhlasových stanic.
Skladba „Tell Me How Are Ya” se umístila na 50. místě v plebiscitu rádia RMF FM na hit léta 2013.

## Videoklip
Po úspěchu kontroverzního videoklipu k předchozímu singlu Margaret „Thank You Very Much” byl na řadě dlouho očekávaný videoklip k písni „Tell Me How Are Ya”, zpěvačka se však nepodílela ne jeho realizaci. V rozhovoru s onet.pl zpěvačka vysvětlila své rozhodnutí slovy:
```
(...) rozhodla jsem se, že videoklip k písni „Tell Me How Are Ya” vznikne jako lyric video. Myslím si, že po prvním videoklipu jsou všichni zvědavý: „co bude dělat v tom druhém videoklipu” a myslím si, že jediná věc, která teď může lidi překvapit, je skutečnost, že videoklip k této písni nevznikne.
```

Dne 5. července 2013 byl na YouTube zveřejněna jako tzv. „lyric video” (videoklip s textem), ke kterému vizuální stránku vytvořili Bogna Kowalczyk a Filip Komorowski.

## V reklamě
V říjnu 2014 se fragment kompozice objevil v reklamní kampani na mobilní síť Play, které se Margaret zúčastnila. Kompozice byla také využita v soundtracku komediálnímu filmu Dzień dobry, kocham cię!, který režíroval Ryszard Zatorski. Film si odbyl premiéru 7. listopadu 2014.

## Seznam skladeb
Digital download
1. „Tell Me How Are Ya” – 3:27

## Umístění v rozhlasových hudebních hitparádách
| Země   | Žebříčky (2013)                                 | Nejvyšší umístění |
| ------ | ----------------------------------------------- | ----------------- |
| Polsko | Muzyczne Radio (HitPlaneta)                     | 8                 |
| Polsko | Radio Ziemi Wieluńskiej (Twoja Lista)           | 11                |
| Polsko | Radio Łódź (Lista przebojów)                    | 12                |
| Polsko | Polskie Radio Olsztyn (Lista przebojów RagaTop) | 21                |

## Ocenění
| Rok  | Ocenění                   | Výsledek  |
| ---- | ------------------------- | --------- |
| 2013 | Hit léta RMF FM roku 2013 | 50. místo |